# Слива надтята
Слива надтята, слива надрізана, вишня надтята, вишня надрізана (Prunus incisa) — вид квіткових рослин із підродини мигдалевих (Amygdaloideae).

## Біоморфологічна характеристика
Це зазвичай листопадний кущ заввишки 2–6 метрів, хоча іноді перетворюється на невелике дерево до 9 метрів заввишки. 

## Поширення, екологія
Вишня Фудзі зустрічається в Японії, на острові Хонсю. Населяє рідколісся в горах. 

## Використання
Рослина збирається з дикої природи для місцевого використання в якості їжі. Іноді його вирощують заради їстівних плодів; часто вирощується як декоративна рослина, особливо цінується за рясне цвітіння і привабливе листя; і можна використовувати як живопліт. Плоди їдять сирими чи приготовленими. З листя можна отримати зелений барвник. З плодів можна отримати барвник від темно-сірого до зеленого. Цей вид належить до третинного генофонду черешні (Prunus avium), тому його можна використовувати як донора генів для покращення врожаю.

## Галерея

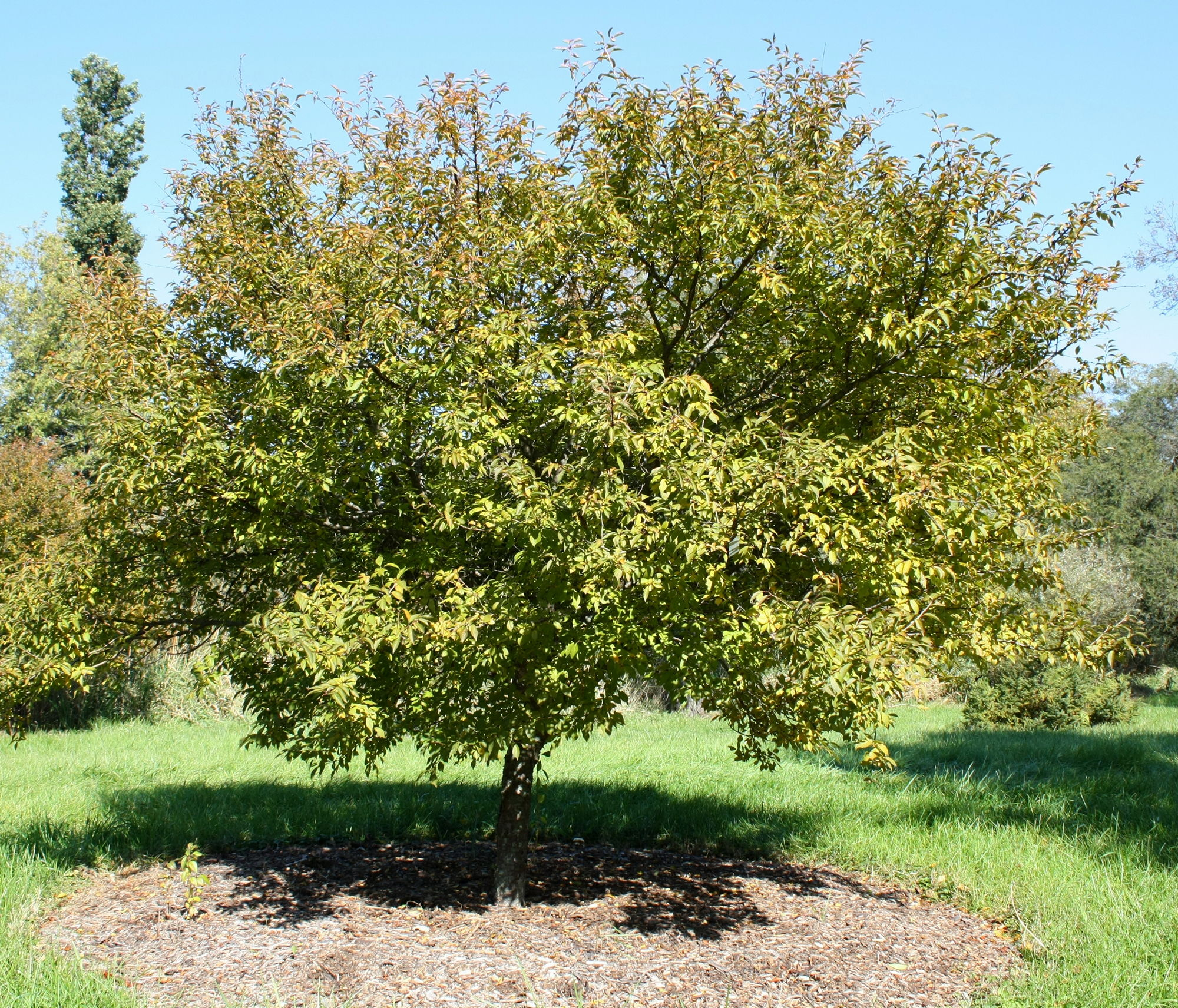
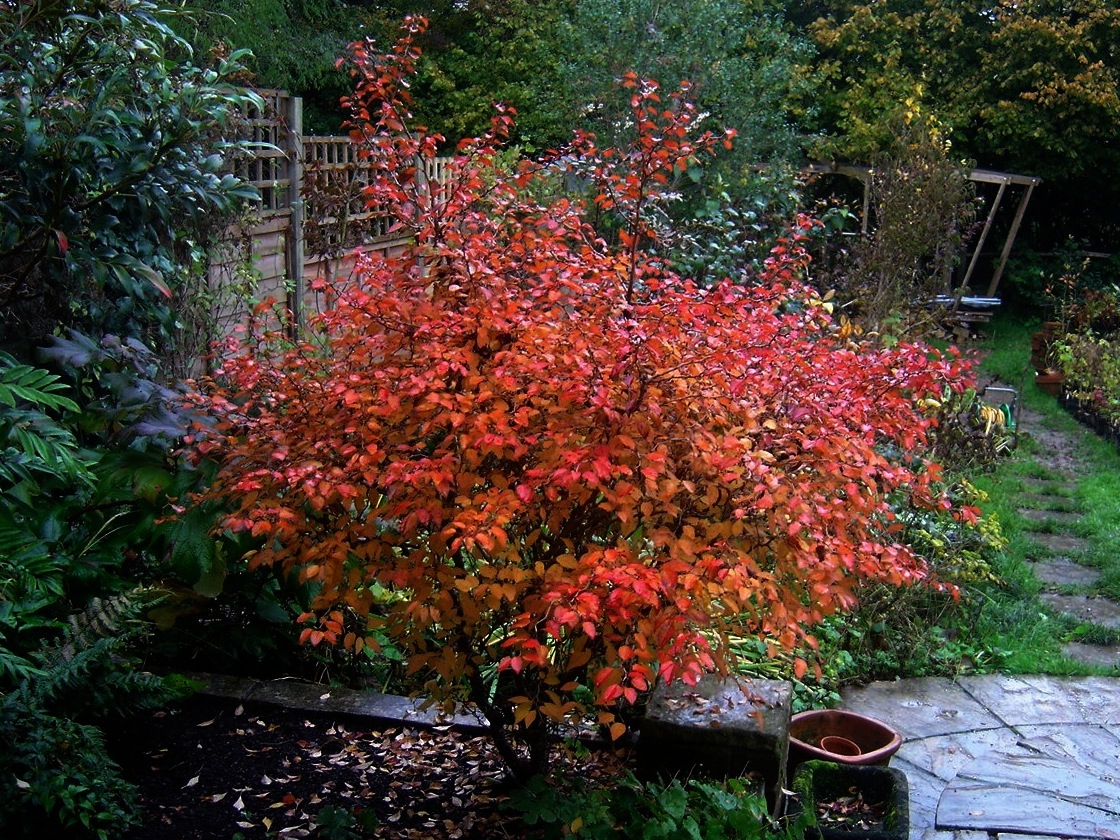
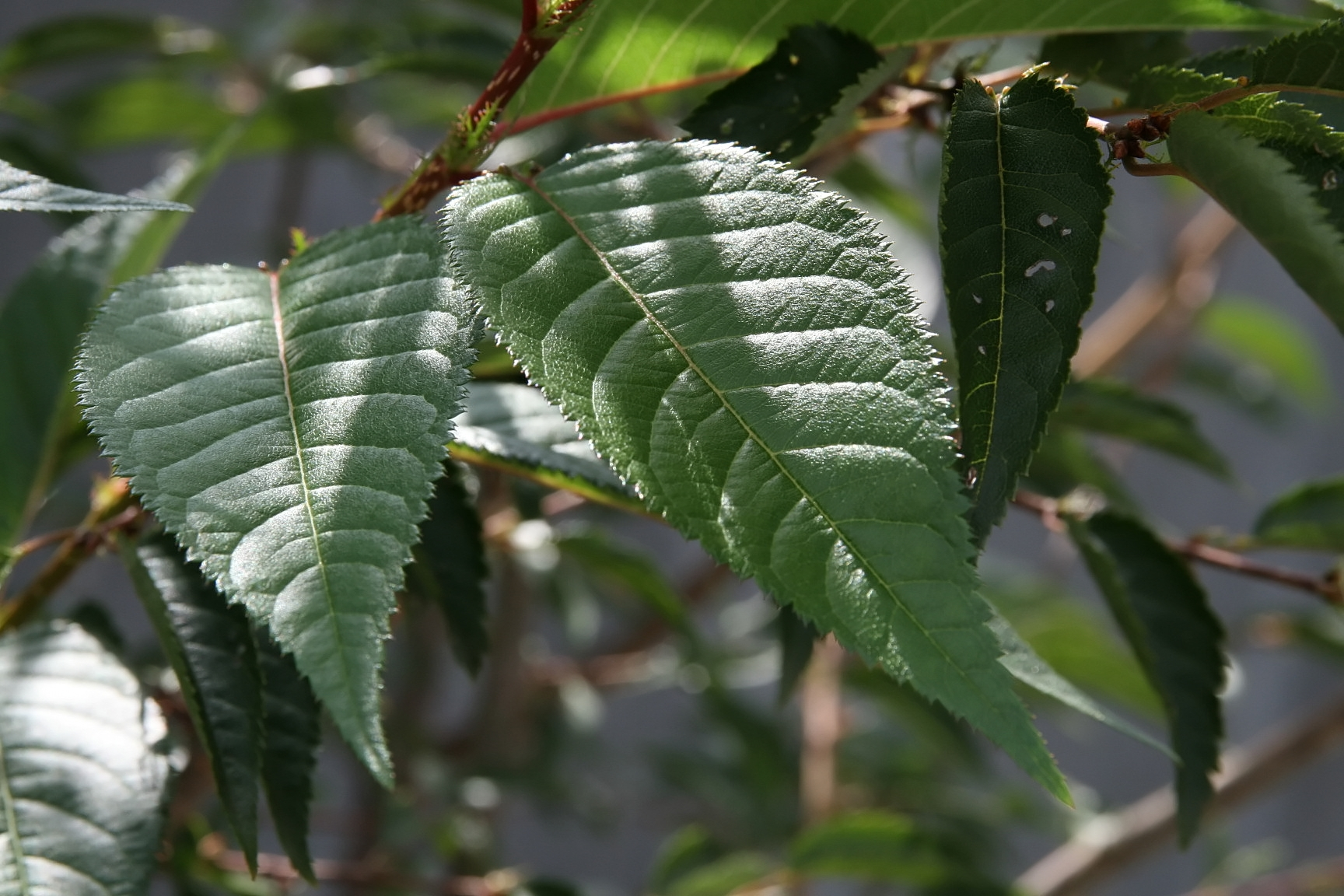
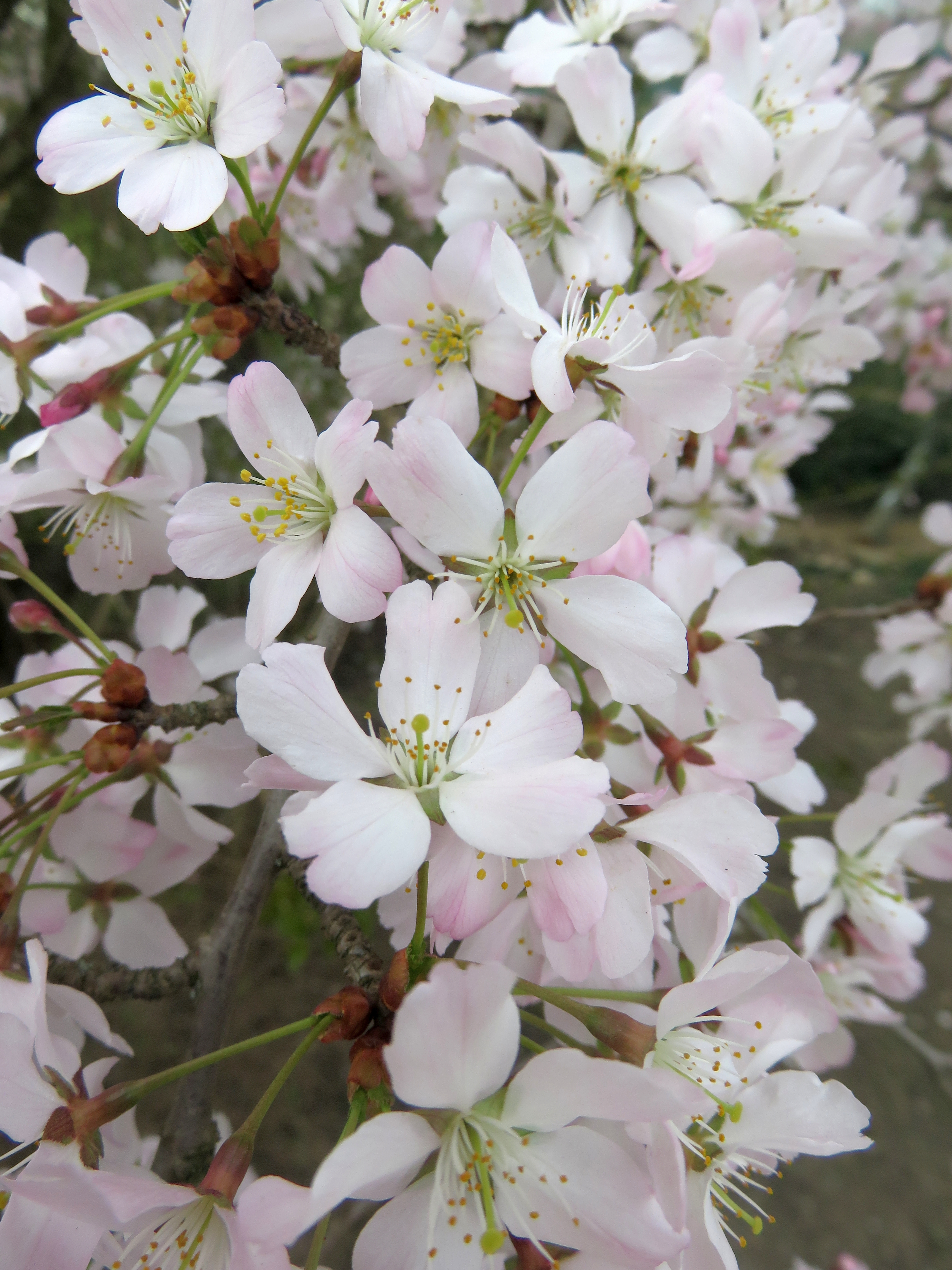